# Nidalia expansa
Nidalia expansa är en korallart som först beskrevs av Simpson 1907.  Nidalia expansa ingår i släktet Nidalia och familjen Nidaliidae. Inga underarter finns listade i Catalogue of Life.